# Seva Rokobaro
Pas d'image ? Cliquez ici

a Compétitions nationales et continentales officielles uniquement.

b Matchs officiels uniquement.
Dernière mise à jour le 2 juillet 2018.
Seva Rokobaro, né le 2 novembre 1978 à Suva, est un joueur international fidjien de rugby à XV évoluant au poste de troisième ligne centre.

## Carrière de joueur

### En club
- 2008-2009 : US Marmande (Fédérale 1)
- 2009-2010 : CA Périgueux (Fédérale 1)
- 2010-2011 : Pays d'Aix RC (Pro D2)
- 2011-2012 : RC Toulon (Top 14)

### En équipe nationale
Il fait son premier match international avec l'équipe des Fidji le 5 juin 2004 contre l'Équipe des Tonga.

## Statistiques en équipe nationale
- 4 sélections
- 0 point
- sélections par année : 2 en 2004, 2 en 2005